# Sinead Michael
Pour les articles homonymes, voir Michael.
Sinead Michael (née le 20 juillet 1998) est une actrice britannique principalement connue pour avoir joué le rôle de Sky Smith dans la série The Sarah Jane Adventures. Elle a également été l'un des personnages principaux de la série The Children et du téléfilm Enid.

## Télévision
| Année | Titre                                  | Rôle                   | Chaîne   | Notes                                                |
| ----- | -------------------------------------- | ---------------------- | -------- | ---------------------------------------------------- |
| 2005  | Affaires non classées (Silent Witness) | Tamsin                 | BBC One  | Saison 9, épisode 5 The Meaning of Death : Partie 1. |
| 2008  | Doctors                                | Lisa Hanson            | BBC One  | Saison 10, épisode 66.                               |
| 2008  | The Children ,                         | Emily                  | ITV      | Saison 1, épisode 1 et 2.                            |
| 2009  | Enid                                   | Gillian Pollock        | BBC Four |                                                      |
| 2009  | 10 Minute Tales                        | Enfant                 | Sky1     | Saison 1, épisode 8 Through the Window.              |
| 2010  | Harry and Paul                         | Fille à l'anniversaire | BBC Two  | Saison 3, épisode 3.                                 |
| 2011  | Doctors ,                              | Nicola Rees            | BBC One  | Saison 9, épisode 1 et 2 Harbinger.                  |
| 2011  | The Sarah Jane Adventures ,            | Sky Smith              | CBBC     | Saison 5.                                            |